# Berlin Manson
Berlin Manson (v úplných počátcích Umelecké združenie Košická 37) je slovenská synthpunková skupina založená zpěvákem Adamem Dragunem a instrumentalistou Patrikem Nagyem na počátku pandemie covidu-19. Duo původně se zaměřující na studiové nahrávky začalo nejpozději roku 2022 vystupovat i na koncertech. V roce 2023 oba zakladatele doplnil bubeník Tomáš Tabiš.

## Historie
První písní, na které tehdejší duo začalo v roce 2020 v době začínající globální pandemie pracovat, byla skladba Existuje niekto s menom Walter Disney?, veřejnosti se ale prvně oba hudebníci v polovině března prezentovali skladbou Sa Neboy, kterou zveřejnili ještě jako Umelecké združenie Košická 37. Ve stejném roce také vyšlo jejich EP Bigbít.
Další EP skupiny Život končí keď máš trinásť vyšlo na konci října 2022 u vydavatelství Korobushka Records. Svou první dlouhohrající desku Poor but Sexy vydala kapela na konci března 2024 u vydavatelství Weltschmerzen.  Na tomto albu se mj. nachází rapová skladba Najkrajší ľudia robia najškaredšie veci, na které hostují hudebníci Edúv Syn, Dušan Vlk, Temný Rudo, Paris a Fvck_Kvlt, a která je pojatá jako kritika „modelových lidí a modelových věcí“.
Ve tvorbě se společensko-kritickým zaměřením skupina pokračovala i na konci roku 2024 vydáním alba Polámeme svoje ID?. Toto album kapela věnovala Ľubomírovi, Košičanovi bez domova, který zemřel v důsledku policejního zásahu poté, co odcizil láhev s alkoholem. V červnu 2025 vyšla společná deska Berlin Manson a českého DJ a producenta NobodyListen s názvem Alternative für Disneyland.
V roce 2025 skupina prostřednictvím svých vystoupení opakovaně vyjádřila propalestinské sympatie v rámci probíhajícího izraelsko-palestinského konfliktu.

## Tvorba
Punk v podání Berlin Manson je typický kombinací prvků elektronické taneční a industriální hudby se satirickými texty. Mezi náměty textů písní skupiny patří např. britští Depeche Mode, vesmírné lodě, hudební scéna obecně (v písni Netancujem, kývem hlavou), nebo třeba výhody naklonování sebe sama (skladba Klony). Žánrově je kapela řazena k synthpunku a post-punku, okrajově i k synthpopu.

## Napadení po vyvěšení duhové vlajky
10. prosince 2022 kapela vystoupila v klubu Orlovňa v západoslovenské Skalici po další punkové skupině Slobodná Európa. V rámci příprav na vystoupení Berlin Manson vyvěsili na stůl s nástroji duhovou vlajku s nápisem Antihomophobe Aktion, což vyvolalo protesty části publika, které vygradovaly do fyzického napadení členů skupiny. Zpěvák Dragun, kterému útočník zlomil čelist (navzdory čemuž koncert nakonec odzpíval), přiřkl zodpovědnost za útok slovenským politikům rozdělujícím společnost (doslova na Instagramu napsal, že mu čelist zlomili Ficové, Matovičové, Kollárové, Dankové (sic) a další). Kvůli útoku byla obviněna jedna osoba pro ublížení na zdraví a výtržnictví motivované nenávistí vůči LGBTI+ lidem. Napadení svých hostů odsoudila rovněž Slobodná Európa prostřednictvím svého facebookového profilu.
K útoku na Berlin Manson došlo cca dva měsíce po dvojnásobné vraždě před bratislavským gay klubem Tepláreň. O skalickém incidentu informovaly i české zpravodajské weby.

## Diskografie
- Život končí keď máš trinásť (2022) – EP
- Poor But Sexy (2024)
- Polámeme svoje ID? (2024)
- Alternative für Disneyland (2025) – spolu s NobodyListen